# Distilled Love
Distilled Love er en amerikansk stumfilm fra 1920 af Vin Moore og Richard Smith.

## Medvirkende
- Alice Howell
- Richard Smith
- Oliver Hardy som Peeble Ford
- Billy Bevan
- Fay Holderness
- Ida Mae McKenzie
- Ray Godfrey